# Камерна сушарка

Камерна сушарка: 1 – корпус сушарки; 2 – вентилятор; 3, 7, 8 – калорифери; 4 – вагонетки; 5 – полиці з вологим матеріалом; 6 – шибер; Потоки: А – повітря свіже; Б – повітря відпрацьоване

Камерні сушарки — апарати для термічної сушки матеріалів. 

## Загальний опис
Для сушіння дисперсних матеріалів у малотоннажних виробництвах застосовують камерні сушарки із частковою рециркуляцією й проміжним підігріванням повітря (рис.).
Сушарка являє собою прямокутну теплоізольовану камеру 1, внутрішній простір якої розділений на секції, у кожній секції встановлені додаткові підігрівники – калорифери 7 й 8.
Вологий матеріал розміщують на полицях 5, що встановлені у вагонетку 4. Вагонетки вкочують у сушильну камеру, а затим сушарку герметизують. Потім включають вентилятор 2, підігрівають у калорифері 3 повітря й подають його в секції сушильної камери. Після проведення сушіння в першій секції повітря підігрівається в додатковому підігрівнику 7, після чого повітря надходить у другу секцію й процес повторюється. На виході із сушарки частина відпрацьованого повітря повертається на рециркуляцію за допомогою шибера 6.
Таким чином, у даній сушарці реалізований процес із частковою рециркуляцією відпрацьованого повітря й дворазовим його підігріванням, що забезпечує м'які умови сушіння.
Тривалість сушіння складає декілька змін залежно від властивостей матеріалу, що висушується, і від температурного режиму, продуктивність сушарки за вологою, що видаляється, дорівнює 13 – 20 кг/год.
Недоліками такої сушарки є трудомісткість операцій завантаження й вивантаження матеріалу й низька інтенсивність сушіння.
Удосконаленим варіантом камерних сушарок є тунельна багатозональна сушарка.